# ピアノ協奏曲 (ハチャトゥリアン)
アラム・ハチャトゥリアンのピアノ協奏曲変ニ長調作品38（露: Концерт для фортепиано с оркестром）は1936年に作曲されたピアノと管弦楽のための協奏曲である。この作品によりソビエト連邦以外の諸外国で認められるようになった。演奏時間は約35分。

## 概要
1935年に初演されたモスクワ音楽院卒業作品である『交響曲第1番』に続く大作で、1936年のおよそ半年の間に書き上げられた。初演はハチャトゥリアンの希望で、レフ・オボーリンにより行われることとなり、初演までの間にオボーリンの助言を得てピアノ・パートの推敲が行われた。1937年夏の初演は一応は成功したものの、ハチャトゥリアンにとって満足のいくものではなかったらしい。しかし、初演と同じ年の秋にガウク、ムラヴィンスキーが伴奏者となった演奏会はハチャトゥリアンも認める真の成功を収め、カバレフスキー、ショスタコーヴィチといった同僚作曲家からも評価された。出版に際して、功労者であるオボーリンに献呈されている。
第二次世界大戦の勃発後、同盟国であるソビエト連邦への連帯を示すためか、戦時下にもかかわらず欧米での初演が相継いで行われ、イギリスでは1940年に、アメリカでは1942年に初演されている。ウィリアム・カペルもこの曲を得意とし、演奏会で盛んに演奏して、この曲の知名度をさらに高めた。

## 初演
1937年7月12日、モスクワのソコーリニキ公園野外劇場においてオボーリンの独奏、レフ・シテインベルクの指揮により初演された。

## 編成
独奏ピアノ、フルート2（1はピッコロ持ち替え）、オーボエ2、クラリネット2、バスクラリネット、ファゴット2、ホルン4、トランペット2、トロンボーン3、チューバ、ティンパニ、バスドラム、スネアドラム、シンバル、フレクサトーン、弦五部

## 曲の構成
第1楽章 Allegro non toppo e maestoso
ソナタ形式。管弦楽による荒々しい序奏の後、ピアノが第1主題（譜例）を奏する。管弦楽との応答が続き高揚した後、オーボエに東洋風な第2主題が登場する。この主題はピアノに引き継がれてカデンツァ風の展開を見せる。展開部は管弦楽とピアノにより第1、第2主題の順に展開する。スネアドラムも登場、やがてはっきりと第1主題が奏されて再現部となる。第2主題はクラリネットなど木管楽器に登場、ピアノはこれにオブリガートを付ける形となる。この後、カデンツァとなり、最後は第1主題のトゥッティで終わる。
第2楽章 Andante con anima
三部形式。バスクラリネットによる序奏の後、ピアノに主題が登場する。この主題は弦楽器やフレクサトーンに受け継がれる。しばらく発展した後、中間部に入る。中間部はフルートに導かれる短いもので、すぐに最初の主題が現れ、やがて序奏の主題が再現されて静かに終わる。
第3楽章 Allegro brillante
ロンド形式。ピアノでトッカータ風の力強い主題が奏された後、トランペットでロンド主題が奏される。ピアノのメカニックな動きの後、一旦静まってから管弦楽による激しい展開となり、長いカデンツァに至る。その後、ロンド主題が再現、ピアノで変奏され次第に高揚すると、その頂点で第1楽章第1主題が登場、堂々と終わる。

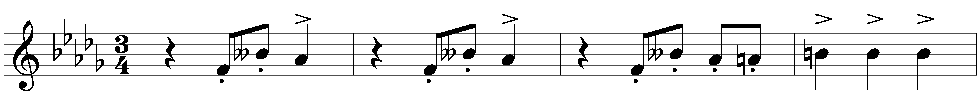
譜例：第1楽章第1主題